# Арып-Мурза
Арып-Мурза (мар. Арып) — деревня в Мари-Турекском районе Республики Марий Эл. Входит в состав Косолаповского сельского поселения.

## География
Находится в восточной части республики Марий Эл на расстоянии приблизительно 16 км по прямой на север от районного центра посёлка Мари-Турек.

## История
Основана в 1796 году переселенцами из деревни Кельдигозино (ныне Азянково). В 1811 году в деревне было 4 двора, 19 мужчин, в 1869 году — 14 дворов и 109 жителей, в 1905 году — 28 дворов, 172 жителя. В 2000 году в деревне насчитывалось 33 двора. В советское время работали колхоз «ВЦИК», совхоз «1 Мая» и ОПХ имени Мосолова.

## Население
Население составляло 258 человек (мари 96 %) в 2002 году, 117 в 2010.